# 레보 (캔자스주)

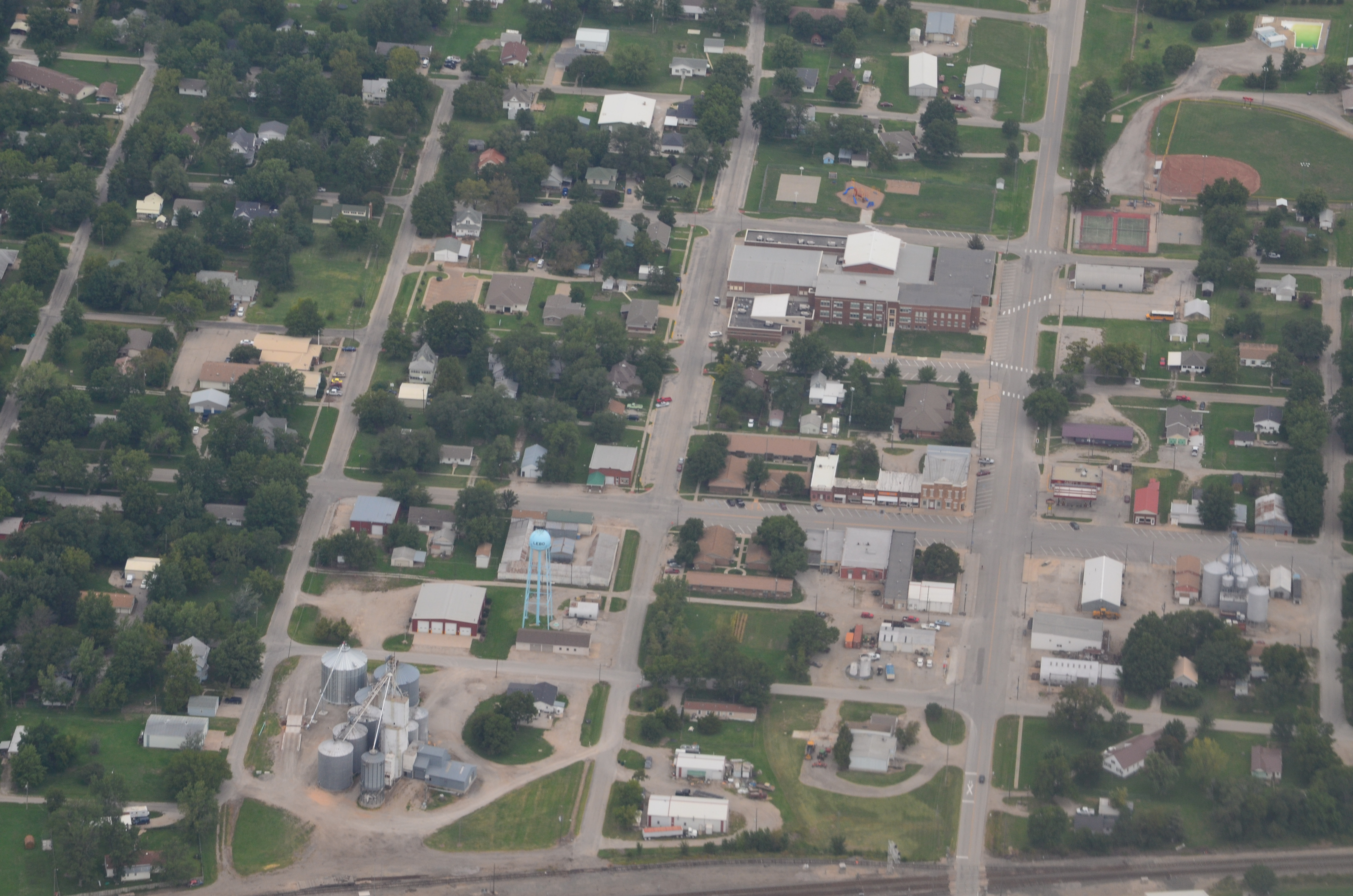
레보의 항공 뷰

레보(Lebo)는 미국 캔자스주 커피군의 도시이다. 2010년 인구 조사에 따르면 이 도시의 인구는 940명이다.

## 역사
레보는 1883년 설립되었다. 정착자 Capt. Joe Lebo의 이름을 따서 지명이 지어졌다.
레보 최초의 우체국이 1883년 6월 4일 설립되었다.

## 지리
레보의 위치는 북위 38° 24′ 56″ 서경 95° 51′ 31″ / 북위 38.41556°  서경 95.85861°  (38.415517, -95.858633)이다.

## 인구
| 인구조사              | 인구 | Note  | %±     |
| --------------------- | ---- | ----- | ------ |
| 1890년                | 538  |       | —      |
| 1900년                | 605  |       | 12.5%  |
| 1910년                | 560  |       | −7.4%  |
| 1920년                | 572  |       | 2.1%   |
| 1930년                | 590  |       | 3.1%   |
| 1940년                | 522  |       | −11.5% |
| 1950년                | 575  |       | 10.2%  |
| 1960년                | 498  |       | −13.4% |
| 1970년                | 589  |       | 18.3%  |
| 1980년                | 966  |       | 64.0%  |
| 1990년                | 835  |       | −13.6% |
| 2000년                | 961  |       | 15.1%  |
| 2010년                | 940  |       | −2.2%  |
| 2018 (추산)           | 894  | [ 6 ] | −4.9%  |
| U.S. Decennial Census |      |       |        |